# Pterobrycon
Pterobrycon és un gènere de peixos de la família dels caràcids i de l'ordre dels caraciformes.

## Taxonomia
- Pterobrycon landoni (Eigenmann, 1913)[2]
- Pterobrycon myrnae (Bussing, 1974)[3][4][5][6][7][8][9][10]